# Ậ
Ậ (minuscule : ậ), appelé A accent circonflexe point souscrit, est une lettre latine utilisée dans l’écriture du vietnamien.
Il s’agit de la lettre A diacritée d’un accent circonflexe et d’un point souscrit.

## Utilisation
En vietnamien, le A circonflexe ‹ Â, â › représente la voyelle /ə/ et le point souscrit indique un ton bas tombant glottalisé.

## Représentations informatiques
Le A accent circonflexe point souscrit peut être représenté avec les caractères Unicode suivants : 
- précomposé (latin étendu additionnel)[1] :

| formes    | représentations | chaînes de caractères | points de code | descriptions                                                   |
| --------- | --------------- | --------------------- | -------------- | -------------------------------------------------------------- |
| capitale  | Ậ               | Ậ                     | U+1EAC         | lettre majuscule latine a accent circonflexe et point souscrit |
| minuscule | ậ               | ậ                     | U+1EAD         | lettre minuscule latine a accent circonflexe et point souscrit |

- décomposé et normalisé NFD (latin de base, diacritiques) :

| formes    | représentations | chaînes de caractères | points de code       | descriptions                                                                        |
| --------- | --------------- | --------------------- | -------------------- | ----------------------------------------------------------------------------------- |
| capitale  | Ậ               | A◌̣◌̂                   | U+0041 U+0323 U+0302 | lettre majuscule latine a diacritique point souscrit diacritique accent circonflexe |
| minuscule | ậ               | a◌̣◌̂                   | U+0061 U+0323 U+0302 | lettre minuscule latine a diacritique point souscrit diacritique accent circonflexe |

Il peut aussi être représenté dans des anciens codages
- VISCII :
  - capitale Ậ : 87
  - minuscule ậ : A7